# Казимирас Віткус
Казимирас Віткус (лит. Kazys Vitkus; 4 березня 1921, м. Дембіне, Кедайняйський район — 5 січня 1995, Паневежис) — литовський актор театру і кіно, учень Ю. Мільтініса, фотограф та хроніст Паневежиського драматичного театру: збирав публікації про Паневежиський драматичний театр, фотографував вистави.
1939—1940 роки відвідував акторську студію Каунаського камерного театру праці. З 1940 року — актор Паневежиського драматичного театру. З 1959 року також грав у кіно.

## Вибрана фільмографія
- 1966 — Ніхто не хотів помирати
- 1975 — Садуто туто
- 1983 — Політ через Атлантичний океан

| Актор | Це незавершена стаття про актора. Ви можете допомогти проєкту, виправивши або дописавши її. |